# Меган је нестала
Меган је нестала (енгл. Megan Is Missing) амерички је психолошки хорор филм из 2011. Режију и сценарио потписује Мајкл Гој. Филм се дешава током дана који су претходили нестанку Меган Стјуарт (Рејчел Квин), популарне средњошколке у Лос Анђелесу која је одлучила да се састане са дечком са којим је причала преко интернета, и касније истраге коју је покренула њена најбоља другарица Ејми Херман (Амбер Перкинс). Заснован је на низу стварних случајева отмице деце.
Снимљен је 2006. као нискобуџетни независни филм и није приказиван у биоскопима све до 2011. Одмах по почетку приказивања, био је веома контроверзан. Иако је рекламиран као едукативни филм, био је забрањен на Новом Зеланду, док је од критичара добио жестоке рецензије због приказа сексуалног насиља и бруталних слика. Гој је написао сценарио за 10 дана и снимио филм за недељу дана. Због графичког садржаја тражио је да родитељи глумачке поставе буду присутни на сету током снимања како би били у потпуности свесни свог учешћа у пројекту.
Био је један од првих филмова који се одвијају путем екрана. Током 2020. стекао је огромну популарност захваљујући платформи TikTok. Гој је касније издао јавна упозорења будућим гледаоцима након што су многи почели да називају филм „трауматичним”. Часопис Entertainment Weekly прогласио га је „најстрашнијим хорором 2011.”

## Радња
Филм се бави истинитом несрећном причом која се десила најбољим другарицама, четрнаестогодишњим Меган Стјуарт и Ејми Херман. Њих две су, што се тиче карактера и понашања, дијаметрално потпуно супротне, али им то не смета у њиховом искреном пријатељству. Једном приликом Меган остварује контакт на скајпу са мистериозним момком који се представља као ученик из суседне школе. Након неколико вечери договарају се да се сретну приликом Меганиног враћања из биоскопа и њој се од тада губи сваки траг. Опсежна потрага за њом није дала никаквих резултата све док се није десио још један случај — Ејми такође бива проглашена несталом.

## Улоге
| Глумац                   | Улога             |
| ------------------------ | ----------------- |
| Амбер Перкинс            | Ејми Херман       |
| Рејчел Квин              | Меган Стјуарт     |
| Дин Вејт                 | Џош               |
| Јаел Елизабет Штајнмајер | Лекси             |
| Кара Ванг                | Кети              |
| Британи Хингл            | Челси             |
| Каролина Сабате          | Енџи              |
| Тригве Хаген             | Гидеон            |
| Кертис Вингфилд          | Бен               |
| Ејприл Стјуарт           | Џојс Стрјуарт     |
| Рејвер Хуанте            | Бил Херман        |
| Тами Клајн               | Луиз Херман       |
| Лорен Лија Мичел         | Кали Данијелс     |
| Кевин Морис              | детектив Симонели |